# Ákos Haller
Akos Haller (ur. 8 grudnia 1976 w Budapeszcie) – węgierski wioślarz.

## Osiągnięcia
- Mistrzostwa Świata Juniorów – Rostadion 1993 – jedynka – 20. miejsce[1].
- Mistrzostwa Świata – Tampere 1995 – czwórka podwójna – 16. miejsce[1].
- Mistrzostwa Świata – Kolonia 1998 – dwójka podwójna – 7. miejsce[1].
- Mistrzostwa Świata – St. Catharines 1999 – dwójka podwójna – 5. miejsce[1].
- Igrzyska Olimpijskie – Sydney 2000 – dwójka podwójna – 5. miejsce[1].
- Mistrzostwa Świata – Lucerna 2001 – dwójka podwójna – 1. miejsce[1].
- Mistrzostwa Świata – Sewilla 2002 – dwójka podwójna – 1. miejsce[1].
- Mistrzostwa Świata – Mediolan 2003 – dwójka podwójna – 7. miejsce[1].
- Igrzyska Olimpijskie – Ateny 2004 – dwójka podwójna – 11. miejsce[1].
- Mistrzostwa Świata – Gifu 2005 – jedynka – 17. miejsce[1].
- Mistrzostwa Świata – Eton 2006 – dwójka podwójna – 13. miejsce[1].
- Mistrzostwa Świata – Monachium 2007 – dwójka podwójna – 26. miejsce[1].
- Mistrzostwa Świata – Linz 2008 – dwójka ze sternikiem – 7. miejsce[1].